# Coloured
Coloured est un terme d'origine anglaise qui désigne les populations d'ethnies métissées en Afrique du Sud, en Namibie, en Zambie, au Botswana et au Zimbabwe.
Les termes afrikaans « Bruinmense » (gens bruns), « Kleurlinge » (gens de couleur) ou « Bruin Afrikaners » (Afrikaners bruns ») sont aussi utilisés en alternance pour désigner ce groupe ethnique issu principalement de mélanges entre Européens, Khoïkhoï (Hottentots), Malais, Indiens (ex : Indiens du Natal), Malgaches, Mozambicains, Mauriciens. Au XVIIe siècle et au XVIIIe siècle, le terme « Basters » (bâtards) a également été utilisé, et a fini par donner l'autoethnonyme de certains groupes, comme les Basters de Rehoboth.
Avec près de 4,4 millions de personnes, les Coloured représentent près de 9 % de la population sud-africaine en 2009.

## Populations
Les Coloured ne constituent pas un groupe homogène, ni par leurs origines, ni par leur religion (certains sont musulmans), ni par leurs langues (anglais ou afrikaans), ni par leurs histoires, certaines populations ayant une histoire politique assez riche, marquée par la construction d'États indépendants (comme le Griqualand).
Les métis du Cap sont issus principalement des mélanges entre Européens et Hottentots aux XVIIe et XVIIIe siècles. Ils parlent l'afrikaans et sont protestants.
Les Basters de Rehoboth ont des caractéristiques similaires à celles des métis du Cap, sont essentiellement calvinistes, mais ils ont émigré au XIXe siècle vers la Namibie.
Les Griquas, également issus de relations entre Hottentots et Afrikaners, ont migré dès les années 1750 vers les régions au nord-ouest de la Colonie du Cap. [réf. souhaitée] Ils maintiendront leur indépendance politique jusqu'aux années 1870. [réf. souhaitée]
Toujours de souche européenne et hottentote (plus spécifiquement Namas), les Oorlam ont émigré vers la Namibie au début du XIXe siècle.
Les Malais du Cap sont issus principalement des mélanges entre Khoïkhoï, Européens et esclaves indonésiens ou malais aux XVIIe et XVIIIe siècles. Ils parlent l'afrikaans et sont musulmans.
Au KwaZulu-Natal le terme coloured désigne les populations ayant des ancêtres communs anglais et zoulous alors qu'au Zimbabwe il désigne les personnes issues d'unions entre Africains (Shonas ou Ndébélés) et colons britanniques ou Afrikaners. [réf. souhaitée]
Philippe Gervais-Lambony  note l'existence d'une identité coloured marquée par l'émergence de groupes nationalistes coloured comme le « mouvement de résistance coloured », lequel réclame un droit à l'autodétermination pour ce groupe ethnique. À l'inverse, certains Coloured réfutent cette désignation ethnique et s'assimilent en tant que Noirs ou Khoï ou juste en tant que Sud-Africains.

## Répartition géographique

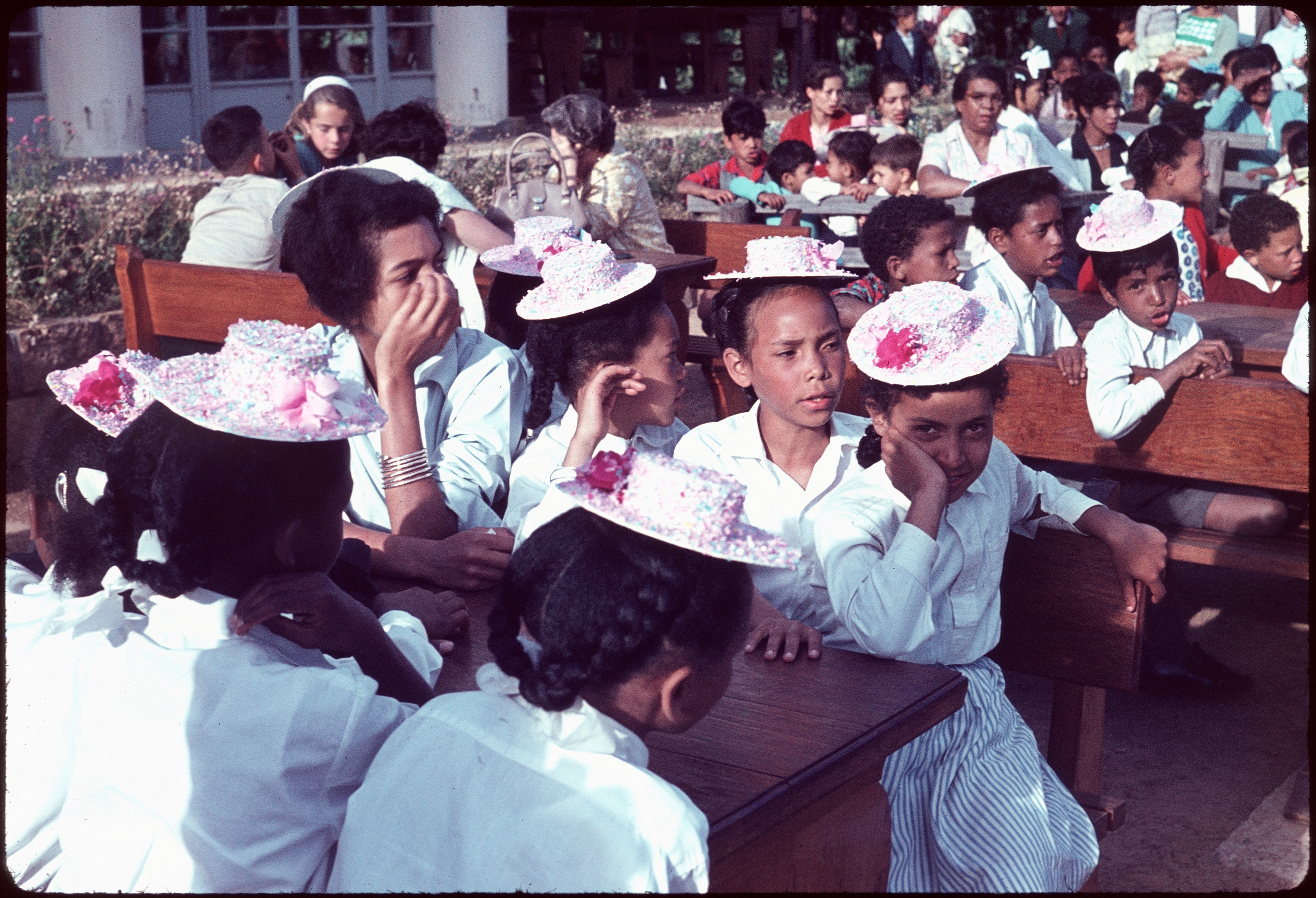
Enfants des différents groupes de couleurs répertoriés en Afrique du Sud (coloureds, indiens et noirs) au Jardin botanique national de Kirstenbosch en 1962

Les Coloured constituent la majorité de la population des provinces du Cap-Occidental et du Cap-Nord, et dans leur très grande majorité ont l'afrikaans pour langue maternelle. [réf. souhaitée] Près de 10 % sont cependant anglophones et résident principalement au Natal et dans la province du Cap-Oriental. Il existe également une troisième langue spécifique appelée Kaapse taal constituant un dialecte propre à la région du Cap. [réf. souhaitée]

## Droits civiques
En 1854, la colonie du Cap se voit doter d'institutions représentatives avec un parlement élu, légiférant sur les affaires intérieures. La constitution du Cap instaure notamment deux assemblées dont les membres sont élus au suffrage censitaire. Le minimum de propriété pour voter à la chambre basse est ainsi très faible (25 livres). La sélection des électeurs de la chambre haute est plus rigoureuse et nécessite de posséder déjà une certaine fortune (de 2 000 à 4 000 livres). Le minimum de propriété requis concerne toutes les formes de propriété, foncière communale ou traditionnelle. Elle est très faible par rapport aux qualifications requises alors ailleurs dans le monde. Dès le début, ce montant est d'ailleurs contesté. Mais en vertu du principe d'égalité des races proclamée dans la colonie du Cap dès 1828, le droit de vote repose sur une franchise électorale non raciale permettant, sous condition de certaines qualifications, à tout citoyen de la colonie d'être électeur, qu'il soit blanc, noir ou métis. En application de cette franchise, un grand nombre de coloured (55 % de la population du Cap) se retrouve électeurs de plein droit à la chambre basse. 
En 1872, la colonie du Cap se voit accorder le droit d'avoir un « gouvernement responsable » devant son parlement. L'engagement à traiter les Coloured comme les « sujets de race blanche » est explicitement réaffirmé par le nouveau gouvernement qui annule en 1874 et 1878 les motions de l'opposition visant à restreindre les critères électoraux. Dans les années 1880, le système de franchise électorale du Cap reste toutefois unique en Afrique australe. Toutefois, au Cap oriental, les descendants des colons britanniques arrivés en 1820 se sentent menacés démographiquement et politiquement alors que du côté des populations blanches de langue afrikaans, le mouvement de l'Afrikaner Bond demande aussi un durcissement des critères électoraux. En 1892, les conditions censitaires de la franchise électorale sont modifiés au détriment des populations les moins aisés qu'elles soient noires, blanches ou coloured. La Constitution du Cap de 1872 interdisant toujours explicitement toute discrimination fondée sur la race ou la couleur, la nouvelle loi électorale relève tout simplement le niveau de franchise, passant de 25 à 75 £. Si un certain nombre de blancs pauvres perdent ainsi leur droit de vote, un nombre plus important encore de noirs et de coloured sont affectés par cette modification de la franchise électorale. Dans le même temps, la loi rajoute un critère d'éducation imposant que tout électeur potentiel soit alphabétisé.
En 1908, lors de la tenue de la Convention nationale sur l'Union entre les quatre colonies britanniques d'Afrique du Sud, seulement 22 784 autochtones et coloured, sur un total de 152 221 électeurs, sont inscrits sur les listes électorales communes de la colonie du Cap, alors que le système est toujours non racial. Le South Africa Act garantit cependant à la nouvelle province du Cap de pouvoir conserver son système électoral unique alors que dans les autres provinces les populations de couleurs sont privées du droit de vote.
À la fin des années 1920 et au début des années 1930, le suffrage universel est accordé à l'ensemble des populations blanches : les restrictions censitaires ou d'éducation sont supprimées et le droit de vote accordé aux femmes sur tout le territoire sud-africain. Au Cap cependant, toutes les restrictions liées aux revenus, au patrimoine, à l'éducation et au sexe sont maintenues pour les populations noires et coloured. 
En 1945, on dénombre 54 000 électeurs coloured inscrits sur les registres électoraux de la province du Cap. Or avec la mise en place de l'apartheid, à partir de 1948, leur place dans les institutions est remis en cause par le gouvernement du parti national. Ainsi, durant cette période (1948-1991), les Coloured sont l'un des quatre grands groupes « raciaux » reconnus par la loi dite Population Registration Act, à côté des Blancs, des Noirs et des Indiens. Ils bénéficient de certains emplois réservés et, jusqu'en 1956, de la franchise électorale du Cap qui, nonobstant l'observance de certaines exigences (liés au sexe, à la propriété, aux revenus ou à l'éducation), leur permet d'exercer leurs droits civiques. Retirés des listes électorales communes, en vertu de la loi de 1951 sur la représentation distincte des électeurs, et réinscrits sur des listes séparées, les électeurs coloured élisent alors quatre députés blancs pour représenter leurs intérêts au parlement. Ces sièges sont cependant supprimés en 1970 avec l'entrée en vigueur d'un conseil représentatif des Coloured, effaçant alors les derniers vestiges de la franchise électorale du Cap. 
La constitution sud-africaine de 1983 redonne aux électeurs coloured la possibilité d'élire des représentants au parlement, siégeant dans une chambre séparée tandis que les noirs doivent attendre la constitution sud-africaine de 1993 pour disposer des mêmes droits civiques que leurs concitoyens blancs.

### Romans
- (en) Pamela Jooste, Dance with a Poor Man's Daughter, Doubleday, 1998,  (ISBN 978-0-385-40911-7)
- (en) Zoë Wicomb, David’s Story, New York, Feminist Press at the City University of New York, 2001.